# Alberto Juzdado
Alberto Juzdado (Alberto Juzdado López; * 20. August 1966 in Madrid) ist ein ehemaliger spanischer Marathonläufer.

## Leben
Sein erster größerer Erfolg war der zweite Platz beim San-Sebastián-Marathon 1989. Drei Jahre später wiederholte er ebendort diese Platzierung. 1993 wurde er spanischer Meister im Halbmarathon und kam beim im Rahmen des San-Sebastián-Marathons ausgetragenen IAAF-Weltcup-Marathon auf den 20. Platz.
Bei den Leichtathletik-Europameisterschaften 1994 in Helsinki komplettierte er als Bronzemedaillengewinner ein rein spanisches Podium: Gold gewann Martín Fiz, Silber Diego García. Im Jahr darauf wurde er Sechster beim Boston-Marathon und Fünfter bei den Weltmeisterschaften in Athen. 
1996 blieb er als Dritter beim Tokyo International Men’s Marathon mit 2:08:46 h erstmals unter 2:10 Stunden. Bei den Olympischen Spielen in Atlanta belegte er den 18. Platz, und zum Saisonabschluss wurde er Zweiter beim Fukuoka-Marathon.
1997 wurde er Neunter beim Seoul International Marathon. Bei den Weltmeisterschaften in Athen erreichte er nicht das Ziel. 1998 siegte er beim Granollers-Halbmarathon sowie beim Tokyo International Men’s Marathon und wurde Dritter beim Amsterdam-Marathon, und 1999 wurde er Siebter beim London-Marathon.
2000 wurde er Zweiter in Granollers. Mit einem dritten Platz in Tokio qualifizierte er sich für die Olympischen Spiele in Sydney, bei denen er auf Rang 42 einlief. Einem 20. Platz beim Berlin-Marathon 2001 folgten 2002 ein zweiter Platz in Tokio und ein fünfter bei den Europameisterschaften in München.
2003 gewann er den Barcelona-Marathon und kam bei den Weltmeisterschaften in Paris/Saint-Denis auf den 48. Platz. Den letzten Marathon seiner leistungssportlichen Karriere lief er im Jahr darauf beim Biwa-See-Marathon, wo er über den 21. Platz nicht hinauskam.
Bei den Halbmarathon-Weltmeisterschaften belegte er 1992 in South Shields Platz 39, 1993 in Brüssel Platz 78 und 2002 in Brüssel Platz 33.
Alberto Juzdado ist 1,72 m groß und wog zu seiner aktiven Zeit 61 kg. Zuletzt wurde er von Dionisio Alonso trainiert und startete für das Fila Team.

## Persönliche Bestzeiten
- 3000 m:  8:07,72  min, 16. Mai 1998, Getafe
- 5000 m: 13:33,87 min, 5. Juni 1993, Sevilla
- 10.000 m: 27:57,85 min,	1. Juli 1998, Barakaldo
- Halbmarathon: 1:01:10 h, 23. Januar 2000, Granollers
- Marathon: 2:08:01 h, 8. Februar 1998, Tokio